# Danseuses de Delphes (Debussy)
Pour les articles homonymes, voir Danseuses de Delphes.
Pour un article plus général, voir Préludes de Debussy.
Danseuses de Delphes est une composition musicale du compositeur français Claude Debussy. C'est la pièce qui ouvre le premier livre des Préludes, écrit entre la fin de 1909 et au début de 1910. La pièce, en si-bémol majeur, totalise 31 mesures et se joue en environ trois minutes. 

## Contexte et influence
Le titre de la pièce est inspiré par les « Danseuses de Delphes », fragment de sculpture du temple d'Apollon de Delphes dont le musicien avait vu la photo au Louvre. L'inspiration antique traverse nombre de compositions de Debussy, telles le Prélude à l'après-midi d'un faune, Les Chansons de Bilitis, les Deux Danses pour harpe et orchestre, ou Syrinx pour flûte seule, par exemple.
Debussy a sans doute été inspiré par le Erik Satie des Gymnopédies et des Gnossiennes : les mesures 21 à 24 y renvoyant consciemment.

## Histoire
Ce prélude est daté du 7 décembre 1909 et est donc le premier et le plus ancien de tout le recueil. L'œuvre a été créée par le compositeur lors du concert du 25 mai 1910 avec trois autres préludes.

## Analyse

### Au sein du Livre I des Préludes
Danseuses de Delphes ouvre tel un fronton le premier livre des préludes.

### Composition
Se distinguent trois plans sonores : les basses, les accords processionnels et deux thèmes. Le premier est une danse sacrée, semblant gravir les marches du temple ; le second, pentatonique, est énoncé en octaves descendants sur une pédale de fa. 
Selon Marguerite Long, Debussy jouait ce prélude « avec une exactitude presque métronomique ».

## Discographie sélective
- Debussy : Piano works Vol. 4, François-Joël Thiollier (piano), Naxos 8.553293, 1998[5].
- Debussy: Préludes, Steven Osborne (piano), Hyperion Records CDA 67530, 2006[6].
- Debussy : Complete Works for Piano, Volume 1, Jean-Efflam Bavouzet (piano), Chandos Records CHAN 10421, 2007[7].
- Debussy : The Solo Piano Works, Noriko Ogawa (piano), BIS Records CD 1955/56, 2012[8].
- Claude Debussy : The complete works, CD 3, Yuri Egorov (piano), Warner Classics, 2018[9].